# Eophoxocephalopsis colombus
Eophoxocephalopsis colombus is een vlokreeftensoort uit de familie van de Phoxocephalopsidae. De wetenschappelijke naam van de soort is voor het eerst geldig gepubliceerd in 2000 door Alonso d Pina.